# Ben Witherington

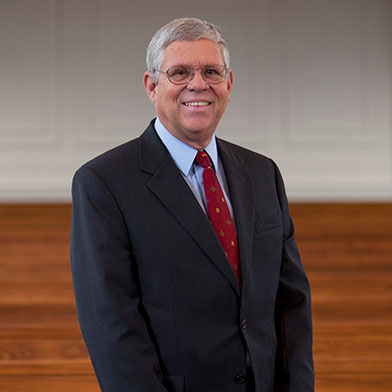
Ben Witherington, 2020

Ben Witherington III, auch Dr. Ben genannt, (* 30. Dezember 1951 in High Point, North Carolina, USA) ist Professor für Neutestamentliche Biblische Exegese am methodistischen Asbury Theological Seminary in Wilmore, Kentucky, Buchautor und Vortragsredner.

## Leben
Ben Witherington studierte ab 1970 Englisch im Hauptfach, Philosophie und Religion und schloss 1974 an der University of North Carolina mit einem Master of Arts ab. Er machte 1977 den Master of Divinity mit summa cum laude am Gordon-Conwell Theological Seminary in South Hamilton nördlich von Boston, Massachusetts. Er promovierte 1981 an der University of Durham über Frauen in den Evangelien und in der Apostelgeschichte (englisch: Women and Their Roles in the Gospels and Acts).
Er ist ordinierter Geistlicher der United Methodist Church und arbeitete von 1980 bis 1984 als Pfarrer in einer methodistischen Gemeinde. 1982 wurde er in den Vorstand der Western North Carolina Conference der United Methodist Church gewählt. Von 1984 bis 1995 lehrte er am mennonitischen Ashland Theological Seminary in Ashland, Ohio, Neues Testament. Seit 1995 hat er die Jean R. Amos-Professur am methodistischen Asbury Theology Seminary in Wilmore, Kentucky, inne. Daneben hat er an der Vanderbilt University, am High Point College, der Duke Divinity School und am Gordon-Conwell Theological Seminary gelehrt.
Seine Schwerpunkte sind Frauen im Neuen Testament und im geistlichen Dienst, der historische Jesus und das Jesus-Seminar, Christologie des Neuen Testaments und Exegese und Theologie des Paulus und Johannes.
Ben Witherington hat zahlreiche Vorträge in Schulen und Kirchen weltweit gehalten und ist schon in Fernsehsendungen wie History Channel, Discovery Channel oder CNN Special aufgetreten. Beim amerikanischen Onlinedienst Patheos veröffentlicht er einen Blog unter dem Titel The Bible & Culture.

## Ehrungen
- 2020 AAP Prose Award in Theology and Religious Studies for Biblical Theology für The Convergence of the Canon.
- 2001 als Herausgeber des New Cambridge-Bibelkommentars.
- 1998 Award von Christianity Today für The Paul Quest als bestes biblisches Studienbuch des Jahres.
- 1996 Award von Christianity Today für The Jesus Quest als bestes biblisches Studienbuch des Jahres.
- 1992 Wahl zum Fellow des Robinson College, Universität Cambridge.
- 1989 Wahl in die Studiengesellschaft für das Neue Testament (SNTS)
- 1977 Wahl zum John Wesley Fellow, was Stipendien für drei Jahre Doktorstudien eingeschlossen hat.
- 1976 Wahl zum Fellow in Neuem Testament am Gordon-Conwell Theological Seminary.
- 1973 Wahl in die Phi-Beta-Kappa-Gesellschaft.

## Familie
Ben Witherington ist verheiratet mit Ann, sie haben einen Sohn.

## Werke (Auswahl)
Ben Witherington hat über sechzig Bücher verfasst, seine Hauptthemen sind das Neue Testament und die Christologie:
- The Convergence of the Canon, Cambridge University Press, Cambridge 2020.
- A Week in the Life of Corinth, 2012.
- Work - A Kingdom Perspective on Labor, 2011, ISBN 978-0-80286-541-0.
- The Problem with Evangelical Theology. Testing the Exegetical Foundations of Calvinism, Dispensationalism and Wesleyanism, Baylor University Press, 2005, ISBN 1-932792-42-2.
- The New Testament Story, 2004.
- The Gospel Code, Novel Claims About Jesus, Mary Magdalene and Da Vinci, Intervarsity Press, 2004, ISBN 0-8308-3267-X.
- History Literature, and Society in The Book Of Acts, Cambridge University Press, 2003, ISBN 0-521-49520-2.
- The Gospel of Mark - A Socio-Rhetorical Commentary, 2001, ISBN 978-0-80284-503-0.
- The Jesus Quest - The Third Search for the Jew of Nazareth, Intervarsity Press, 1996, ISBN 978-0-83081-861-7.
- The Christology of Jesus, Augsburg Fortress Press, 1990.
- Women in the Earliest Churches, Society for New Testament Studies Monograph Series, Cambridge University Press, 1988, Reprint 2003, ISBN 0-521-40789-3.